# Kabadal
Kabadal ist ein Dorf (Köy) im Landkreis Pülümür der türkischen Provinz Tunceli. Im Jahr 2011 lebten in Kabadal 13 Menschen.